# José Soler Moya
José Soler Moya (Benidorm, provincia de Alicante, España, 15 de julio de 1970) es un exfutbolista y entrenador español.

## Clubes
| Club                     | País   | Año       |
| ------------------------ | ------ | --------- |
| Callosa Deportiva C. F.  | España | 1994-1996 |
| Teulada C.F.             | España | 1996-1997 |
| C.D. Benidorm            | España | 1997-2002 |
| Caravaca C. F.           | España | 2002-2004 |
| Águilas C. F.            | España | 2004-2007 |
| C. D. Alcoyano           | España | 2007      |
| Caravaca C. F.           | España | 2008-2009 |
| C. F. La Nucía           | España | 2009-2011 |
| Club Deportivo Eldense   | España | 2012      |
| Club Deportivo Castellón | España | 2012-2013 |
| Montecasillas FC         | España | 2013-2014 |
| Club Deportivo Cieza     | España | 2014-2015 |
| Villajoyosa CF           | España | 2018-2021 |
| CF Benidorm              | España | 2021-2023 |

## Categoría
1. ↑  Soler: José Soler Moya

- Datos: Q5400584